# Јихен
Јихен (њем. Jüchen) општина је у њемачкој савезној држави Северна Рајна-Вестфалија. Једно је од 8 општинских средишта округа Рајн Нојс. Према процјени из 2010. у општини је живјело 22.732 становника. Посједује регионалну шифру (AGS) 5162012, NUTS (DEA1D) и LOCODE (DE JHN) код.

## Географски и демографски подаци
Јихен се налази у савезној држави Северна Рајна-Вестфалија у округу Рајн Нојс. Општина се налази на надморској висини од 81 метра. Површина општине износи 71,9 km². У самом мјесту је, према процјени из 2010. године, живјело 22.732 становника. Просјечна густина становништва износи 316 становника/km².

## Међународна сарадња
| Мјесто | Држава    | Врста сарадње | Од    |
| ------ | --------- | ------------- | ----- |
|        | Француска | партнерство   | 1980. |
| Извор  |           |               |       |